# Eurythenes gryllus
Eurythenes gryllus is een vlokreeftensoort uit de familie van de Eurytheneidae. De wetenschappelijke naam van de soort is voor het eerst geldig gepubliceerd in 1822 door Lichtenstein in Mandt.